# 浄念寺 (関市)
浄念寺（じょうねんじ）は岐阜県関市板取白谷にある十一面観世音菩薩を本尊とする浄土宗の寺院。山号は仏音山、院号は宝輪院。中濃八十八ヶ所霊場9番札所である。
寛永元年（1624年）詳細の伝わらない庵を基に、に性空仁存が松井佐助の助力を得て開いた。寛永8年（1631年）に2世の円空善覚が伽藍を整備したが、享保7年（1722年）に焼失した。現在の堂宇はその後再建されたものである。明治6年（1873年）には新盛学校の仮校舎が置かれた（現在の関市立板取小学校の前身の一つ）。無住の白谷観音こと大悲山円教寺を管理している。